# Nguyễn Thị Mai Hưng
Nguyễn Thị Mai Hưng (* 28. Januar 1994 in Bắc Giang, Provinz Bắc Giang, Vietnam) ist eine vietnamesische Schachspielerin.

## Leben
Nguyễn Thị Mai Hưng stammt aus der Provinzhauptstadt Bắc Giang, im Nordosten Vietnams. Sie besuchte dort die Ngô-Sĩ-Liên-Schule.
Im Alter von sieben Jahren besuchte sie 2001 die Schachschule des Bắc-Giang-Sportzentrums. Schon ein Jahr später gewann sie die vietnamesische U9-Mädchenmeisterschaft. 2008 trainierte sie für fast ein Jahr in Singapur, 2009 hielt sie sich für ein halbes Jahr zu Trainingszwecken in Ungarn auf.

## Erfolge
Ihr erstes internationales Turnier war die asiatische U12-Meisterschaft im Dezember 2005 in Delhi. Dieses Turnier gewann sie und erhielt dafür den Titel FIDE-Meister der Frauen (WFM). Im August 2007 gewann sie in al-Ain die asiatische U14-Meisterschaft der weiblichen Jugend. Beim Zonenturnier in Ho-Chi-Minh-Stadt im Juli 2009 wurde sie hinter Batchujagiin Möngöntuul Zweite. Die asiatische U16-Meisterschaft der weiblichen Jugend konnte sie im Juli 2010 in Peking gewinnen, bei der Jugendweltmeisterschaft U16 im Oktober 2010 in Porto Carras wurde sie hinter Nastassja Sjasjulkina Zweite.
Mit der vietnamesischen Frauenmannschaft nahm sie an den Schacholympiaden 2010 in Chanty-Mansijsk, 2012 in Istanbul, 2014 in Tromsø und 2016 in Baku teil, ebenso bei der Mannschaftsweltmeisterschaft 2011 in Mardin, 2012 in Zaozhuang und 2014 in Täbris und bei den Schachwettbewerben der Frauen bei den Asienspielen 2010 in Guangzhou. Bei den asiatischen Mannschaftsmeisterschaften 2009 gewann die vietnamesische Mannschaft den Kontinentaltitel, und Nguyễn Thị Mai Hưng erhielt zusätzlich eine individuelle Goldmedaille für ihr Ergebnis von 4 Punkten aus 5 Partien am vierten Brett. Bei den asiatischen Mannschaftsmeisterschaften 2012 und den Asienspielen 2010 erreichte die vietnamesische Frauenmannschaft jeweils den dritten Platz. In der chinesischen Mannschaftsmeisterschaft spielte sie 2016 für Qingdao.
Seit April 2010 trägt sie den Titel Internationaler Meister der Frauen (WIM). Die Normen hierfür erzielte sie beim Inchess 9 Vision Masters im Juni 2009 in Singapur sowie bei zwei First Saturday-Turnieren in Budapest, und zwar bei einem IM-A-Turnier im September 2009 sowie einem IM-B-Turnier im Oktober 2009. Im September 2014 wurde sie zur Großmeisterin der Frauen (WGM) ernannt. Die erforderlichen Normen erfüllte sie alle in Budapest und zwar beim First Saturday IM-Turnier im März 2010, beim Hotel MEDOSZ-Open im März 2014 und beim First Saturday IM-Turnier im Mai 2014.
Mit ihrer höchsten Elo-Zahl von 2357 im Oktober 2016 führte sie die vietnamesische Elo-Rangliste der Frauen an.